# Архипова Ірина Костянтинівна
Іри́на Костянти́нівна Архи́пова (2 січня 1925, Москва, СРСР — 11 лютого 2010, Москва) — радянська і російська оперна співачка (мецо-сопрано), солістка Большого театру (1956—1988), народна артистка СРСР (1966), кавалер ордена Леніна (1971, 1976, 1985), лауреат Ленінської премії (1978), Герой Соціалістичної Праці (1984), лауреат Державної премії Росії (1996).

## Життєпис

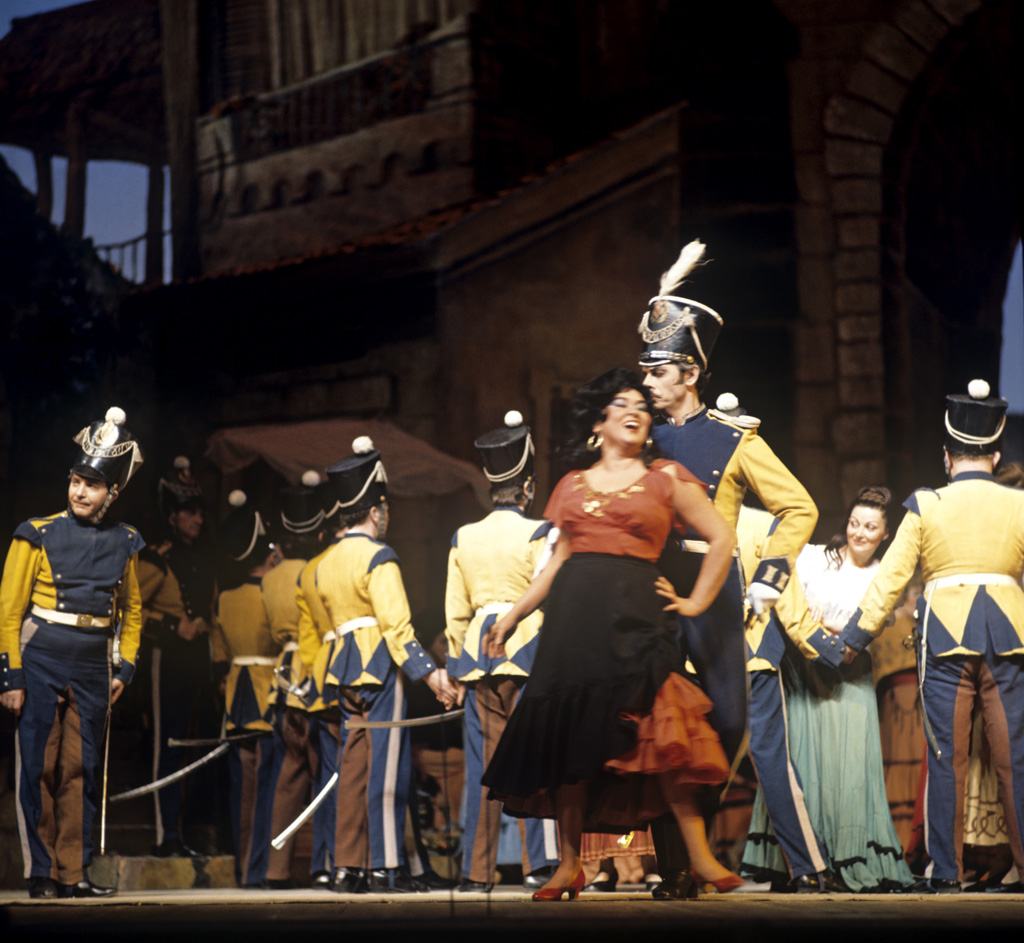
Опера Ж. Бізе «Кармен». Кармен — Ірина Архипова, Хосе — Владислав П'явко. Большой театр. 6 березня 1972 року

Навчалася в Московському архітектурному інституті паралельно займаючись у вокальному гуртку у Н. М. Малишевої, потім вступила до Московської консерваторії в клас співу Л. П. Савранського. У 1953 закінчила консерваторію. У 1954-56 солістка Свердловського театру опери і балету.
У 1956—1988 — солістка Большого театру.
Виконання партії Кармен в однойменній опері Жоржа Бізе отримало світове визнання. Їй було властиве глибоке внутрішнє розкриття образу і продуманість інтерпретації. Вона володіла даром сценічного перевтілення.
З 1955 гастролює за кордоном (Австрія, Польща, НДР, Фінляндія, Італія, Угорщина, Румунія, Чехословаччина, Болгарія, США, Японія, Франція, Канада).
У 1967 і в 1971 співала в театрі Ла Скала (партія Марфи і партія Марини Мнішек).
З 1975 викладає в Московській консерваторії, з 1984 — професор.
У 1980-і виступила з циклом концертів «Антологія російського романсу».
У 1966 запрошена в журі Конкурсу імені П. І. Чайковського, а з 1967 є незмінним головою журі Конкурсу імені М. І. Глінки. З того часу входила до складу журі багатьох престижних конкурсів світу, в тому числі: «Вердіївські голоси» та імені Маріо дель Монако в Італії, конкурс Королеви Єлизавети в Бельгії, імені Марії Каллас у Греції, імені Франсіско Він'яса в Іспанії, вокального конкурсу в Парижі, вокального конкурсу в Мюнхені. З 1974 (за винятком 1994) була беззмінним головою журі Конкурсу імені П. І. Чайковського в розділі «сольний спів». У 1997 році на запрошення Президента Азербайджану Гейдара Алієва та міністра культури Азербайджану Палада Бюль-Бюль Огли Ірина Архипова очолила журі Конкурсу імені Бюль-Бюля, організованого до 100-річчя від дня його народження.
З 1986 І. К. Архипова — голова Всесоюзного музичного товариства, наприкінці 1990 перетвореного в Міжнародний Союз музичних діячів. З 1983 — голова Фонду Ірини Архипової.
Почесний доктор Національної академії музики імені Музіческу Республіки Молдова (1998), президент Товариства дружби «Росія — Узбекистан».
Була депутатом Верховної Ради СРСР 6-го скликання. Народний депутат СРСР (1989—1991).
Автор книг: «Музи мої» (1992), «Музика життя» (1997), «Бренд на ім'я» Я "" (2005).
Чоловік співачки — народний артист СРСР Владислав П'явко. Син — Андрій. Правнучка — Ірина.

## Творчість
- «Царська наречена» Миколи Андрійовича Римського-Корсакова — Любаша [2]
- «Садко» Миколи Андрійовича Римського-Корсакова — Любава [2]
- «Пікова дама» П. І. Чайковського — Поліна
- «Мазепа» П. І. Чайковського — Любов
- «Хованщина» М. П. Мусоргського — Марфа
- «Борис Годунов» М. П. Мусоргського — Марина Мнішек
- «Дон Карлос» Джузеппе Верді — Еболі
- «Трубадур» Джузеппе Верді — Азучена
- «Аїда» Джузеппе Верді — Амнеріс
- «Вертер» Ж. Массне — Шарлотта

### Большой театр
- «Кармен» Жоржа Бізе — Кармен
- 1957 — «Мати» Т. Хреннікова — Нилівна
- 1958 — «Її падчерка» Яначека — Дячиха
- 1959 — «Війна і мир» — Елен
- 1960 — «Повість про справжню людину» Прокоф'єва — Клавдія
- 1961 — «Не тільки любов» Щедріна — Варвара
- 1967 — «Оптимістична трагедія» Холмінова — комісар

## Відзнаки і нагороди
- Герой Соціалістичної Праці (1984)
- Кавалер Ордена Святого Андрія Первозванного (2005)
- Кавалер Ордена «За заслуги перед Вітчизною» II ступеня (1999)
- Кавалер ордена Леніна (1971, 1976, 1985) [1], ордена Трудового Червоного Прапора (1971)
- Народна артистка СРСР (1966)
- Лауреат Ленінської премії (1978)
- Лауреат Державної премії Росії (1996)
- Лауреат російської оперної премії «Casta diva (премія) Casta diva» (1999)
- Нагороджена орденом Російської Православної Церкви Святої рівноапостольної княгині Ольги II ступеня (2000)
- Лауреат Премії Москви (2000)
- Медаль Пушкіна (1999) в ознаменування 200-річчя з дня народження О.Пушкіна, за заслуги в області культури, освіти, літератури і мистецтва[5]
- орден Республіки (Молдова, 2000),
- орденськими знаками «Хрест Святого Михаїла Тверського» (2000), «За милосердя й добродійність» (2000), «За заслуги перед культурою Польщі», Святого Луки за підтримку культури Ярославської області.
- присвоєно звання Народної артистки Республіки Киргизстан, Народної артистки Республіки Башкортостан (1994), Заслуженої артистки Удмуртії.

На її честь також названо астероїд 4424 Архипова.

## Виноски
1. ↑  Find a Grave — 1996.
2. 1 2 3  Большая Российская энциклопедия: В 30 т. / Председатель науч.-ред. совета Ю. С. Осипов. Отв. ред С. Л. Кравец. Т. 2. Анкилоз — Банка. — М.: Большая Российская энциклопедия, 2005. — 766 с.: ил.: карт.
3. 1 2 3 4  Музыкальная энциклопедия. Гл. ред. Ю. В. Келдыш. Том 1. А — Гонг. 1072 стб. с илл. М.: Советская энциклопедия, 1973 год
4. ↑  Новая Российская энциклопедия: в 12 т. / Редкол.: А. Д. Некипелов, В. И. Данилов-Данильян, В. М. Карев и др. — М.: ООО «Издательство „Энциклопедия“» Т. 2 А — Баяр, 2005. — 960 с.: ил.
5. ↑  Указ Президента РФ от 4 июня 1999 г № 700
6. ↑  Lutz D. Schmadel. Dictionary of Minor Planet Names. — 5-th Edition. — Berlin, Heidelberg : Springer-Verlag, 2003. — 992 (XVI) с. — ISBN 3-540-00238-3.